# سولفانیتران
سولفانیتران(به انگلیسی: Sulfanitran) یک آنتی بیوتیک سولفونامیدی است که در صنعت پرورش طیور استفاده می‌شود. از این دارو در ساخت مکمل‌های خوراکی جهت کنترل گونه‌های Coccidioides در طیور استفاده می‌شود.